# Usama al-Azhari
Usama as-Sayyid Mahmud Muhammad al-Azhari (arabisch أسامة السيد محمود محمد الأزهري; anhörenⓘ; * 16. Juli 1976 in Alexandria, Ägypten) ist ein ägyptischer Politiker und Islamgelehrter der al-Azhar-Universität und seit Juli 2024 Minister für religiöse Stiftungen Ägyptens.

## Leben

### Ausbildung
Usama al-Azhari wuchs im oberägyptischen Sohag auf. Sein Vater förderte seine religiöse Bildung und das Auswendiglernen des Korans.
Im Jahre 1999 erlangte er einen Abschluss an der Fakultät für Usul ad-Din (Grundlagen der Religion) an der al-Azhar-Universität. Im Jahr 2000 wurde er als Assistent an der Fakultät für Usul ad-Din und Dawa in Asyut eingesetzt. 2005 wurde er zum Assistenzlehrer an derselben Fakultät ernannt und wechselte anschließend an die Fakultät für Usul ad-Din und Dawa in Zagazig. Im selben Jahr erlangte er einen Masterabschluss. 2011 wurde er als Lehrer an der Fakultät für Usul ad-Din und Dawa in der Zweigstelle der al-Azhar-Universität in Zagazig ernannt. Im selben Jahr promovierte er mit einer Empfehlung zu veröffentlichen. Vom September 2013 bis zum März 2014 war er Mitglied des Komitees zur Entwicklung der al-Azhar-Bildung und von 2015 bis 2021 war er der stellvertretende Vorsitzende des Religionsausschusses im ägyptischen Parlament. 2021 wurde er zum außerordentlichen Professor an der al-Azhar-Universität ernannt. Al-Azhari erwarb ein Diplom in Angewandter Psychologie an der Pädagogischen Fakultät der Ain-Schams-Universität.
Usama al-Azhari hat einen Lehrstuhl an der Fakultät für Usul ad-Din und Dawa an der Al-Azhar-Universität in Kairo und unterrichtet Hadith-Lehre, Logik und Aqida in der dazugehörigen al-Azhar-Moschee.

### Ministeramt
Im Juli 2024 wurde er zum Minister für religiöse Stiftungen Ägyptens ernannt. Er führte einige grundlegende Änderungen durch: So wirkte er verstärkt Extremismus entgegen und stärkte islamische Institutionen und die Zusammenarbeit mit dem Ägyptischen Fatwa-Amt, mit Sufi-Orden und mit dem Scheich der Azhar. In Zusammenarbeit mit dem Ministerium für Hochschulbildung und dem Ministerium für Jugend und Sport will al-Azhari die Präsenz von Imamen in Jugendbereichen und Universitäten, durch Kampagnen steigern.

## Andere Ämter und Mitgliedschaften
Al-Azhari ist der Berater des ägyptischen Präsidenten für religiöse Angelegenheiten sowie der Berater des Großmuftis von Ägypten für internationale Beziehungen und Kommunikation.
Zudem ist er Mitglied des Nationalrats zur Bekämpfung von Terrorismus und Extremismus, Mitglied im ägyptischen Parlament, Mitglied der Weltorganisation der Absolventen von al-Azhar, Mitglied des wissenschaftlichen Komitees des Zentrums für Fernstudium der ägyptischen Fatwa-Behörde, Mitglied des Verwaltungsrates der Taba-Stiftung für islamische Forschung und Studien in Abu Dhabi, Mitglied des Komitees für Forschungsethik der Fakultät für Medizin der Streitkräfte und Mitglied des Königlichen Aal-al-Bayt-Institutes für islamisches Denken in Jordanien und ein Berater dieses Institutes, auf Grund  eines Beschlusses des Königs von Jordanien.

## Position
Usama al-Azhari ist eine einflussreiche Stimme, die sich für neue Auslegungen, basierend auf Koran und Sunna, einsetzt.